# Acorn MOS
O MOS (Machine Operating System) da Acorn foi um sistema operacional usado na linha de microcomputadores Acorn BBC. Ele incluía suporte para som em quatro canais e gráficos, abstração de sistema de arquivos e E/S digital, incluindo um barramento de expansão rápida. A implementação era monotarefa, monolítica e não-reentrante.
As versões de 0.1 a 1.2 foram usadas no BBC Micro, a versão 2 foi usada no B+, e as versões 3 a 5 foram usadas na série BBC Master. O último BBC Micro, o BBC A3000, era de 32 bits e executava RISC OS. O MOS foi derivado em grande parte do firmware utilizado nos sistemas Acorn anteriores. Algumas partes da arquitetura Acorn MOS foram posteriormente aproveitadas como base para a arquitetura dos sistemas operacionais de 32 bits Arthur e RISC OS.
O MOS ocupa 16 KiB em ROM na placa-mãe. Reserva o quarto superior do espaço de endereçamento de 16 bits (0xC000 a 0xFFFF) para seu código ROM e espaço de E/S. As versões 0 e 1 foram escritas em código-máquina 6502. No BBC Master, a UCP 6502 do BBC Micro foi substituída por uma 65C102, a qual, com um conjunto maior de instruções, permitia alocar mais códigos no mesmo espaço de 16 KiB, possibilitando a expansão do sistema operacional.